# Mydaea lateritia
Mydaea lateritia este o specie de muște din genul Mydaea, familia Muscidae. A fost descrisă pentru prima dată de Camillo Rondani în anul 1866. Conform Catalogue of Life specia Mydaea lateritia nu are subspecii cunoscute.